# EuRIS

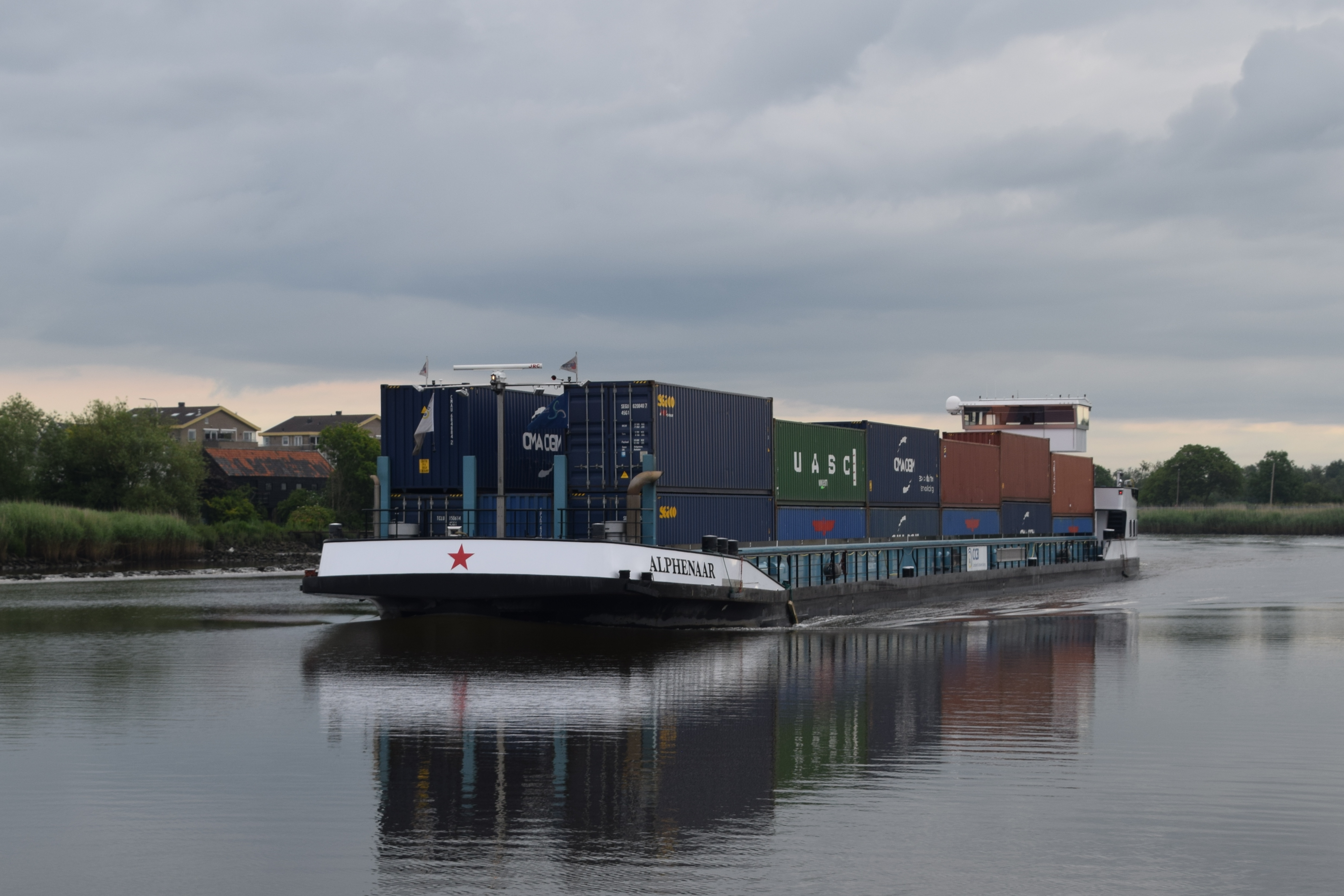
De ALPHENAAR afvarend op de Hollandse IJssel bij Moordrecht

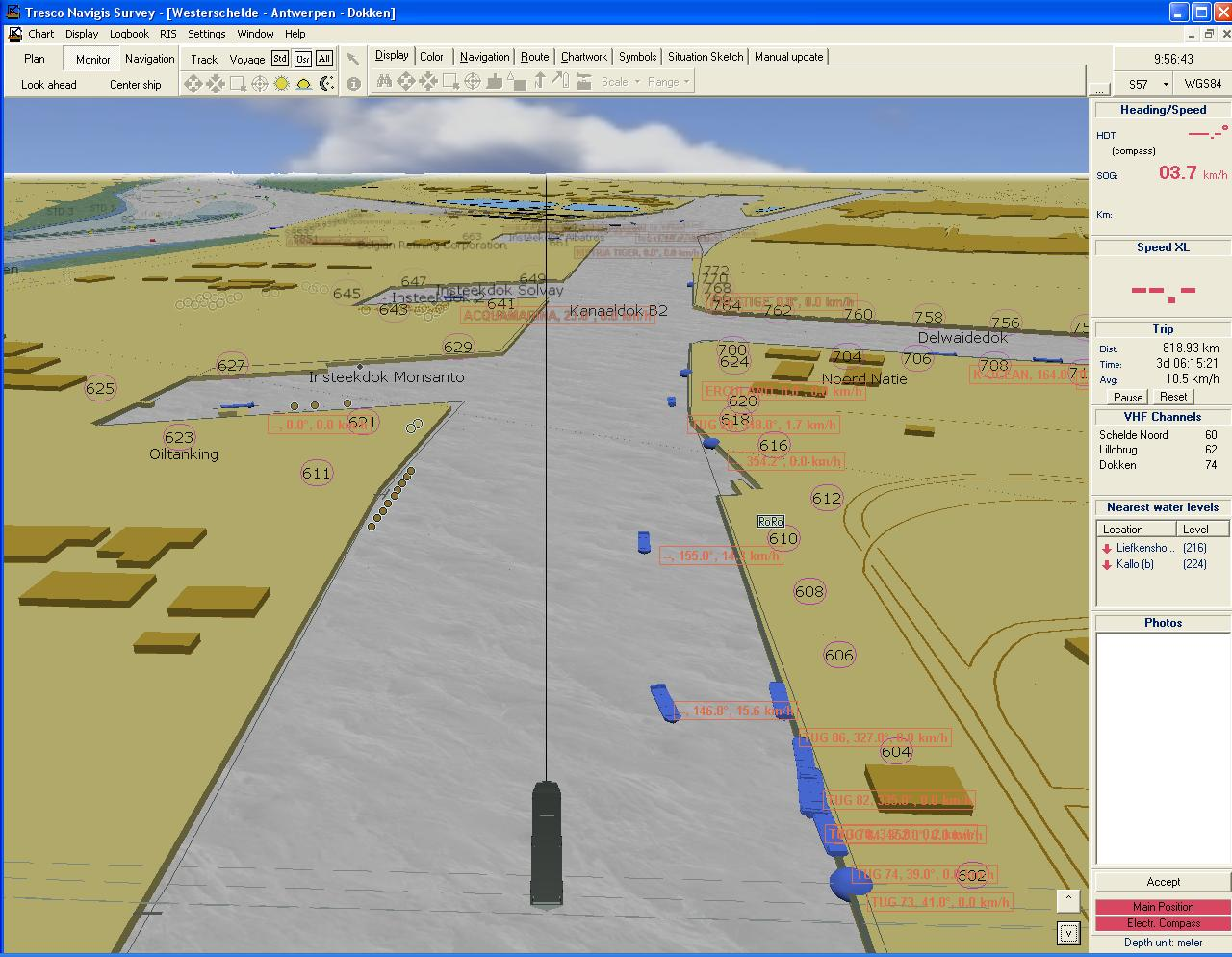
Tresco screenshot van PC Navigis in 3D-mode met AIS targets

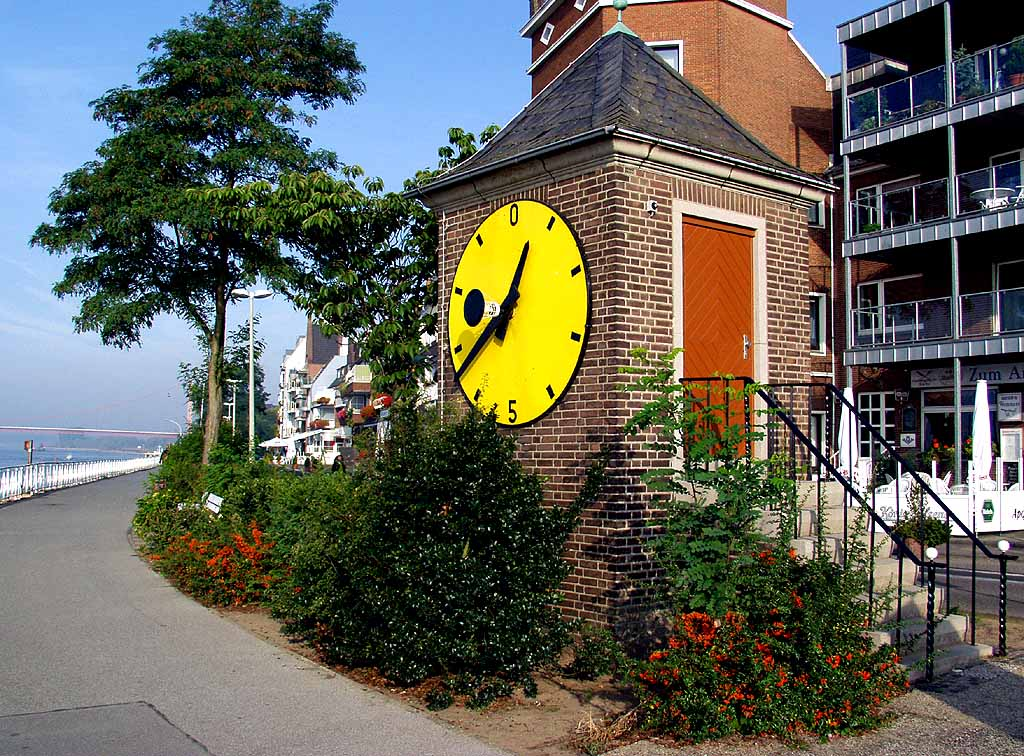
Peilschaal (pegel) van de Rijn bij Emmerik

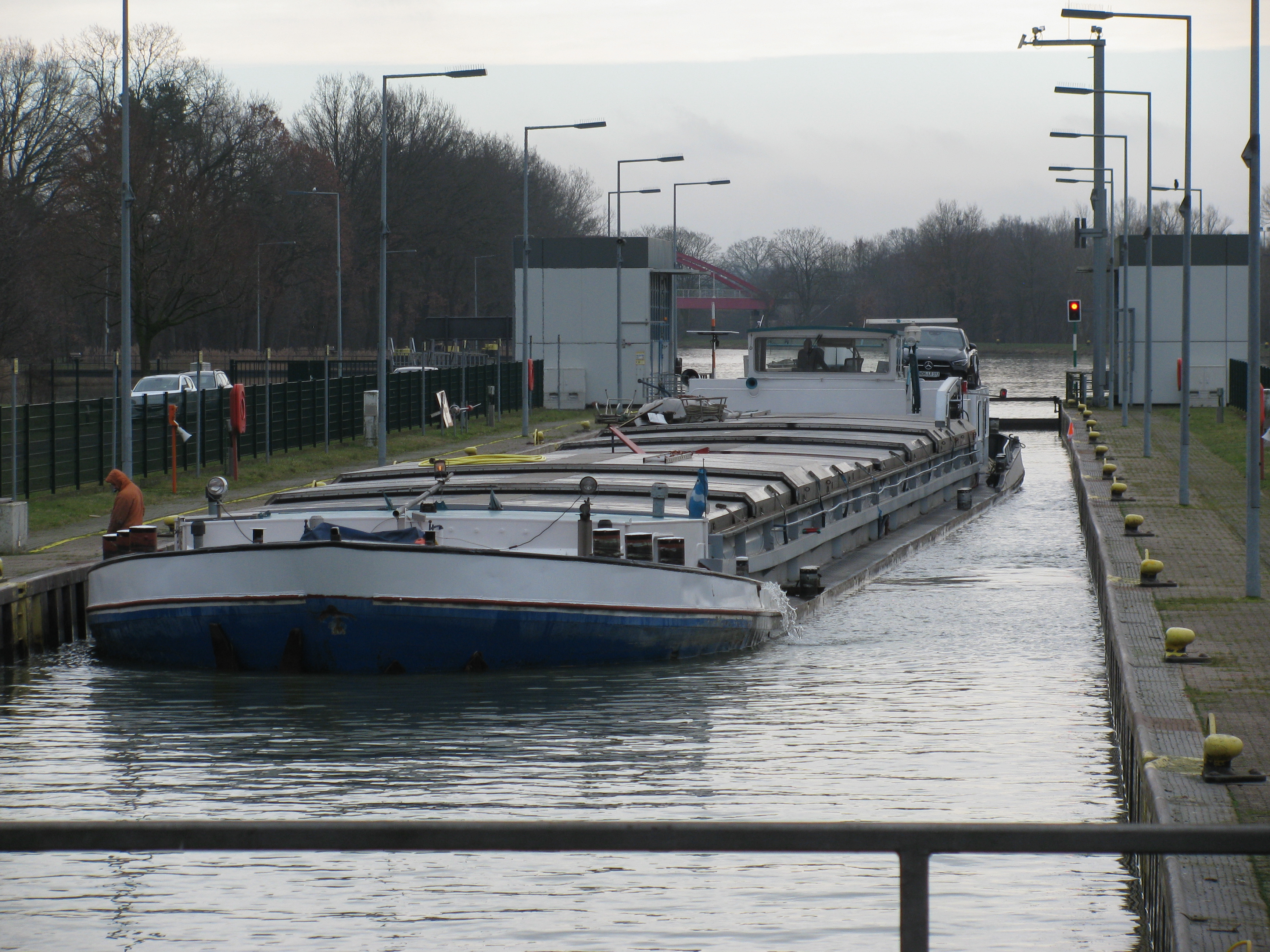
Sluis Altenrheine, Landkreis Steinfurt

EuRIS (European River Information Services) is de Europese binnenvaartinformatieservice. 
Het is een grensoverschrijdend onlineplatform (portaal), met informatie die een schipper kan gebruiken bij het varen op de Europese vaarwegen in 13 landen, van de Noordzee tot de Zwarte Zee. Het systeem is bedoeld ter vervanging van onder andere vaarweginformatie.nl in Nederland, Elwis in Duitsland en VisuRIS in België, door de afzonderlijke systemen onder te brengen op 1 platform. Voor alle vaarweggebruikers, zowel beroepsvaart als pleziervaart. Bijna het gehele onderling verbonden binnenvaartnet van CEMT-klasse IV en hoger door Europa is opgenomen, dit omvat de 7 belangrijkste corridors: (Rijn, Donau, Elbe, Moezel, Duinkerke-Schelde, Amsterdam-Antwerpen-Luik, Amsterdam-Antwerpen-Brussel). 
Verschillend per land kan ook informatie voor kleinere vaarwegen beschikbaar zijn. Zo is bijvoorbeeld een deel van het recreatieve netwerk opgenomen; voor Nederland zijn alle vaarwegen vanaf CEMT-klasse 0 opgenomen. Er wordt onder andere nog gewerkt aan het invoeren van de objecten in het Waals gewest in België en havengebieden in Duitsland.
Eigenaren van geregistreerde schepen en logistieke dienstverleners kunnen via EuRIS ook hun schepen volgen en een melding krijgen als een schip een zeker punt in het vaarwegennet passeert en daarbij ook reisinformatie en gegevens over de lading opvragen. De eigenaar van de informatie bepaalt altijd wie welke informatie mag zien. Informatie over schepen wordt verstrekt volgens de privacy klasse. 
EuRIS brengt alle relevante informatie samen op één plek, waaronder de scheepvaartberichten en berichten van nationale en lokale (vaarweg)beheerders over de beschikbaarheid van de binnenvaartinfrastructuur. Het laat ook geanonimiseerde AIS-gegevens zien. Het portaal is publiek beschikbaar via elk apparaat (pc, mobiele telefoon, tablet) met een internetverbinding via een standaardbrowser (Chrome, Firefox, Edge, enz.) en het is gratis. Het wordt gefinancierd uit de openbare financiën van de deelnemende landen. 
Het systeem bevat:
- statische verkeersinformatie, zoals de geografische, hydrologische en bestuurlijke informatie over de waterweg om een reis te plannen, uit te voeren en te monitoren.
- actuele verkeersinformatie, zoals informatie die van belang is voor beslissingen bij de planning van een veilige en vlotte reis, optimale inzet van schepen, wachttijden en drukte bij sluizen, (on)verwachte hinder, enzovoort.

Deze informatie is ook nuttig voor verladers en planners. 

## De door EuRIS gepresenteerde informatie
- een route- en reisplanner, die een overzicht geeft van optimale routes, reisduur en aankomsttijden.
- actuele waterstanden, afvoeren, minst gepeilde waterdieptes, met eventuele tijdelijke blokkades van de vaarwegen, werkzaamheden en ijsvorming.
- afmetingen van bruggen en sluizen, met daarbij de bedieningstijden en realtime status
- inland ENC's
- een realtime verkeersbeeld met geanonimiseerde AIS-data van alle schepen
- ligplaatsbezetting, terminals
- vigerende wet- en regelgeving per land en per riviercommissie met betrekking tot de scheepvaartreglementering.
- webservices, Open API's

Vrijwel alle informatie is openbaar en toegankelijk zonder account. Mét een account heeft de gebruiker extra mogelijkheden, zoals het personaliseren van meldingen, en het delen van informatie over zijn eigen reis of schip. 

## Geschiedenis
Jaarlijks doet de Europese Commissie een call (oproep) voor nieuwe projectvoorstellen. Een voorstel voor het verbeteren van het Trans-Europese Transportnetwerk (TEN-T) leverde een financiële bijdrage op vanuit de Connecting Europe Facility (CEF) Transport, bestemd voor RIS COMEX. Dit project was gericht op de definitie, specificatie, implementatie en duurzame exploitatie van Corridor RIS Services. Het project werd opgezet in een samenwerkingsverband van vaarwegbeheerders van de 13 landen, waaronder Rijkswaterstaat en De Vlaamse Waterweg. Het liep van 2016 tot en met juni 2022. Het leverde naast EuRIS ook CEERIS (Central and Eastern European Reporting Information System) op, een platform voor het eenmalig doorgeven van scheeps- en ladinginformatie in Oostenrijk, Bulgarije, Kroatië, Tsjechië, Hongarije, Roemenië, Servië en Slowakije. Op 30 september 2022 is EuRIS in werking gegaan. Op basis van ervaringen in de praktijk zal het systeem worden doorontwikkeld. Later zijn ook Polen en Zwitserland aangehaakt. In september 2024 was het aantal gebruikers gestegen naar 4700.